# 耿宝昌
耿宝昌（1922年7月14日—），男，汉族，祖籍直隶束鹿，生于北京，中国古陶瓷鉴定专家，故宫博物院研究员，国家文物鉴定委员会副主任委员。